# Corryocactus squarrosus
Corryocactus squarrosus ist eine Pflanzenart in der Gattung Corryocactus aus der Familie der Kakteengewächse (Cactaceae). Das Artepitheton squarrosus bedeutet ‚sparrig, grindig‘.

## Beschreibung
Corryocactus squarrosus wächst strauchig mit ausgespreizten bis etwas aufsteigenden, verzweigten, 1 bis 2 Meter langen, zylindrischen, tiefgrünen Trieben von 1 bis 3 Zentimeter Durchmesser. Es sind fünf bis neun Rippen vorhanden. Die ungleichen gelblichen Dornen sind an ihrer Basis verdickt. Der einzelne abwärts gerichtete Mitteldornen ist bis zu 3 Zentimeter lang. Von den neun bis 13 bis zu 1,2 Zentimeter langen Randdornen sind einige abwärts gerichtet.
Die leuchtend roten (bis gelben?) Blüten sind bis zu 4,5 Zentimeter lang. Die Länge der fleischigen Früchte beträgt bis zu 2,5 Zentimeter.

## Verbreitung, Systematik und Gefährdung
Corryocactus squarrosus ist in den peruanischen Regionen Ancash, Huánuco, Lima, Junín, Huancavelica, Ayacucho, Cusco und eventuell La Libertad in Höhenlagen von 2200 bis 4200 Metern verbreitet.
Die Erstbeschreibung als Cereus squarrosus erfolgte 1913 durch Friedrich Karl Johann Vaupel. Paul Clifford Hutchison stellte die Art 1963 in die Gattung Corryocactus. Ein nomenklatorisches Synonym ist Erdisia squarrosa (Vaupel) Britton & Rose (1920).
In der Roten Liste gefährdeter Arten der IUCN wird die Art als „Data Deficient (DD)“, d. h. mit keinen ausreichenden Daten geführt.

## Nachweise